# Artiom Sedov
Artiom Anatólievich Sedov –en ruso, Артем Анатольевич Седов– (26 de marzo de 1984) es un deportista ruso que compitió en esgrima, especialista en la modalidad de florete.
Ganó dos medallas de bronce en el Campeonato Mundial de Esgrima de 2009 y cinco medallas en el Campeonato Europeo de Esgrima entre los años 2005 y 2011.

## Palmarés internacional
| Campeonato Mundial | Campeonato Mundial      | Campeonato Mundial | Campeonato Mundial  |
| Año                | Lugar                   | Medalla            | Prueba              |
| ------------------ | ----------------------- | ------------------ | ------------------- |
| 2009               | Antalya (Turquía)       | Medalla de bronce  | Florete individual  |
| 2009               | Antalya (Turquía)       | Medalla de bronce  | Florete por equipos |
| Campeonato Europeo |                         |                    |                     |
| Año                | Lugar                   | Medalla            | Prueba              |
| 2005               | Zalaegerszeg (Hungría)  | Medalla de plata   | Florete por equipos |
| 2008               | Kiev (Ucrania)          | Medalla de plata   | Florete por equipos |
| 2009               | Plovdiv (Bulgaria)      | Medalla de plata   | Florete por equipos |
| 2010               | Leipzig (Alemania)      | Medalla de plata   | Florete por equipos |
| 2011               | Sheffield (Reino Unido) | Medalla de bronce  | Florete por equipos |